# Paula Marciniak
Paula Marciniak (ur. 17 stycznia 1988 w Szczecinie) – polska aktorka, modelka, prezenterka telewizyjna i piosenkarka.

## Życiorys
Ukończyła Warszawską Wyższą Szkołę Humanistyczną na Wydziale Dziennikarstwa. W 2007 rozpoczęła studia w Warszawskiej Szkole Filmowej. Ma na swoim koncie tytuł Wicemiss Nastolatek Dolnego Śląska oraz zwycięstwo we wrocławskiej edycji konkursu Look Model Search. W 2005 wzięła udział w konkursie Miss Polski, gdzie zdobyła tytuł Miss Polski Foto i możliwość reprezentowania Polski w odbywającym się w Tanzanii konkursie Model of the World. Była twarzą kosmetyków marki Paul Sagane. Prowadziła program Shakalaka w telewizji Extreme Sports Channel oraz emitowany w iTV autorski program Paula Flashing Lights. W 2012 zainicjowała program dla początkujących modelek – „Projekt Modelka”.
Trzykrotnie pojawiła się na okładce magazynu „CKM” (wrzesień 2010, maj 2011 i maj 2012).

## Dyskografia

### Albumy
| Rok  | Informacje                                                                           |
| ---- | ------------------------------------------------------------------------------------ |
| 2011 | Paula - Wydany: 26 marca 2011 - Wydawca: Fonografika - Formaty: CD, digital download |

### Single
| Rok  | Tytuł                               |
| ---- | ----------------------------------- |
| 2010 | „Zróbmy to dziś”                    |
| 2010 | „Flashing Lights”                   |
| 2011 | „Dziś jesteś niebem”                |
| 2011 | „Pomaganie jest trendy” (DKMS Team) |
| 2011 | „Sweetie”                           |
| 2011 | „Boys (Summertime Love)”            |
| 2012 | „Nie wiesz o mnie nic”              |
| 2013 | „Dylemat” (feat. Lui)               |
| 2014 | „Spragnieni siebie”                 |

## Filmografia
| Rok       | Tytuł           | Rola                                                                                  | Uwagi                                                         |
| --------- | --------------- | ------------------------------------------------------------------------------------- | ------------------------------------------------------------- |
| 2008      | Pitbull         | prostytutka                                                                           | odc. 31                                                       |
| 2008      | Daleko od noszy | słynna polska pielęgniarka                                                            | odc. 143 pt. Słynny polski lekarz                             |
| 2009      | Pierwsza miłość | fanka serialu „Miłość i kłamstwa”, w którym jedną z głównych ról grał Artur Kulczycki |                                                               |
| 2011      | Pierwsza miłość | Klaudia, partnerka Olafa Łęckiego, jubilera i biznesmena                              |                                                               |
| 2011      | Pierwsza miłość | uwodzicielka w kasynie gry, w którym grał Adam Wysocki                                | odc. 1392                                                     |
| 2013      | BADass 2        |                                                                                       | film krótkometrażowy                                          |
| 2013–2014 | Lekarze         | pracownica szpitala                                                                   | seria 3–5 (nieregularnie); nie występuje w napisach końcowych |
| 2014      | BarON24         | dziewczyna na imprezie                                                                | odc. 22 pt. Impreza                                           |
| 2015      | Na Wspólnej     | agentka Jola                                                                          | odc. 2094–2095, 2100–2101                                     |
| 2015      | Aż po sufit!    | kochanka Krzysztofa Maiera                                                            | odc. 5 pt. Priorytety; w napisach imię Paulina                |
| 2015      | Chemia          | modelka Monika                                                                        |                                                               |
| 2016      | Powiedz tak!    | kandydatka do posady konsultantki do spraw kontaktu z klientem                        | odc. 4; nie występuje w napisach końcowych                    |
| 2016      | Przyjaciółki    | klientka Patrycji Kochan w salonie fryzjerskim Seba                                   | odc. 79                                                       |
| 2020      | Asymetria       | dziewczyna w bazie „Zborka”                                                           |                                                               |